# Soledad Castro
María Soledad Castro Lazaroff (Montevideo, 1981) es una cineasta y periodista cultural feminista uruguaya. Asimismo es la editora de la sección Cultura del semanario Brecha y letrista de la murga Falta y Resto.

## Biografía
Hija de la música Rosario Lazaroff y del músico y publicista Raúl Castro, creció muy vinculada al carnaval, las murgas y la música popular uruguaya. Es egresada de la Escuela de Cine del Uruguay y estudiante avanzada de literatura en el Instituto de Profesores Artigas.
Vivió en Buenos Aires en donde ejerció la docencia de cine, medios audiovisuales y fue coordinadora de talleres literarios. En 2016 publicó el libro "Poemas para limpiar la casa". En el presente vive en Montevideo y edita la sección cultural del semanario Brecha. Fue letrista de la murga Falta y Resto desde 2017 a 2019 y es integrante de la Comisión de Género del Sindicato Único de Carnavaleros del Uruguay (SUCAU).

### Cinematografía
Directora, montajista y fotógrafa, Castro ha dirigido los siguientes proyectosː
- 2020,  Una de nosotras, documental sobre la vida de Belela Herrera.
- 2016,  Cero Drama, serie documental emitida en el canal Encuentro.
- 2012,  Falta y Resto, 30 años ː la leyenda, documental.[4]